# Carlos Batres
Carlos Alberto Batres Gonzalez (Guatemala-Stad, 2 april 1968) is een Guatemalteekse voetbalscheidsrechter actief op mondiaal niveau. Batres was aanvankelijk een van de in totaal 23 scheidsrechters tijdens het Wereldkampioenschap voetbal 2006 in Duitsland, maar kwam bij de laatste test niet zonder kleerscheuren door de fitnesstest en moest daardoor het WK aan zich voorbij laten gaan.
Zijn eerste internationale wedstrijd floot Batres tijdens de Confederations Cup 2001. Een jaar later gaf hij tijdens het Wereldkampioenschap voetbal 2002 in twee wedstrijden elf gele en twee rode kaarten. Ook was hij actief op de Confederations Cup 2003, de Gold Cup 2005 en in het kwalificatietoernooi voor het WK 2006.

## Statistieken
Bijgewerkt tot 9 april 2006
| Evenement                               | Wed | Kreeg geel | Kreeg voor de tweede keer geel en dus rood | Weggestuurd |
| --------------------------------------- | --- | ---------- | ------------------------------------------ | ----------- |
| Confederations Cup 2001                 | 1   | 3          | 1                                          | 0           |
| Wereldkampioenschap voetbal 2002        | 2   | 11         | 0                                          | 2           |
| Confederations Cup 2003                 | 1   | 6          | 1                                          | 0           |
| Gold Cup 2005                           | 3   | 14         | 0                                          | 2           |
| Kwalificatie WK voetbal 2006 (CONCACAF) | 4   | 7          | 0                                          | 1           |
| Wereldkampioenschap voetbal 2006        | 0   | 0          | 0                                          | 0           |
|                                         |     |            |                                            |             |
| Totaal                                  | 11  | 41         | 2                                          | 5           |